# یاستلک
یاستلک (به مجاری:  Jásztelek) یک منطقهٔ مسکونی در مجارستان است که در ناحیه یاسبرنی واقع شده‌است. یاستلک ۴۱٫۱۶ کیلومتر مربع مساحت و ۱٬۷۷۰ نفر جمعیت دارد.